# باد رادكرسبورغ
باد رادكرسبورغ (بالألمانية: Bad Radkersburg) هي مدينة منتجعية تقع في الجنوب الشرقي من دولة النمسا وهي جزء من ولاية ستيريا.

## الجغرافيا

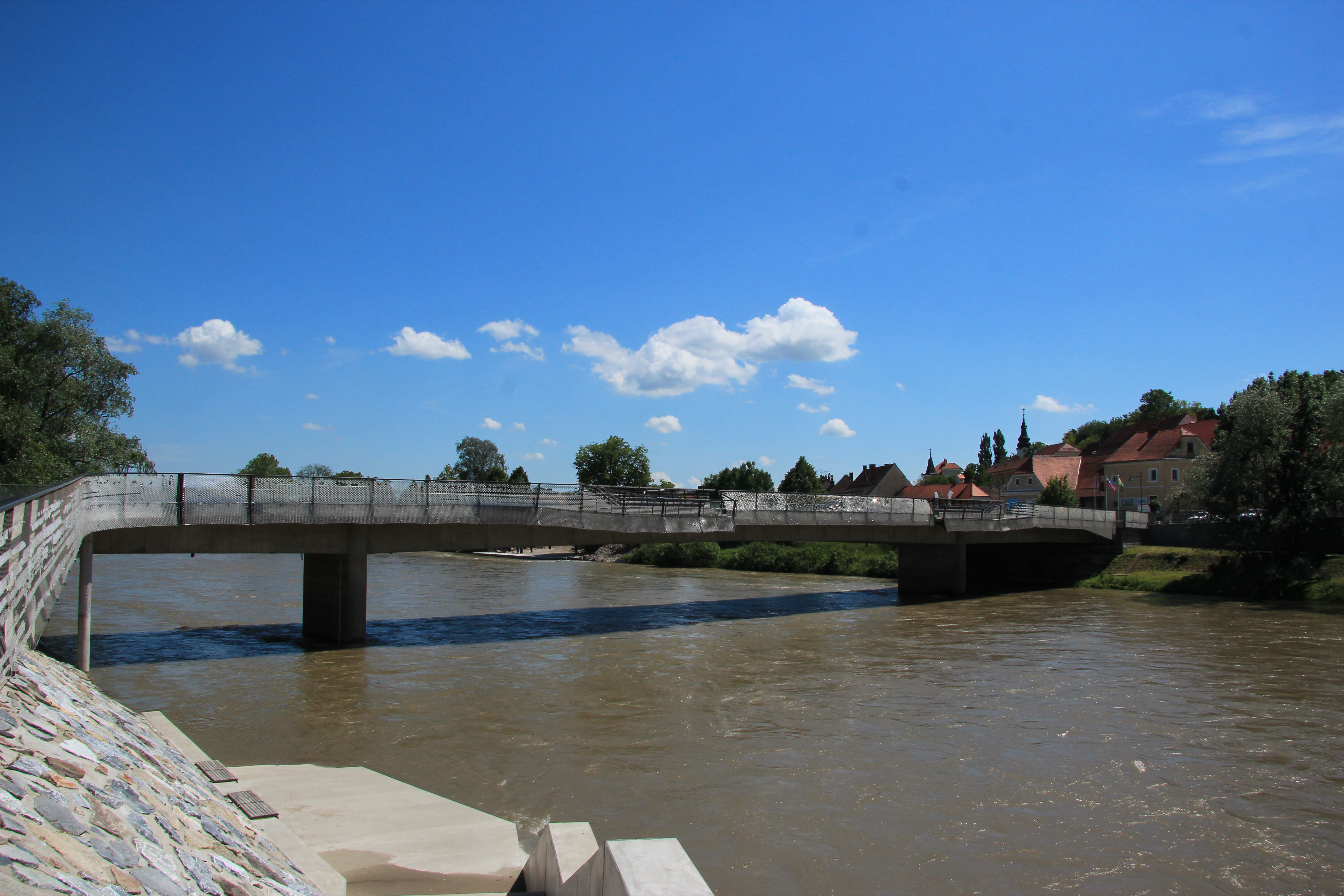
جسر مور

تقع المدينة على الحدود مع دولة سلوفينيا يفصل نهر مور بينهما. حيث على الجانب الآخر من النهر تقع مدينة غورنيا رادغونا السلوفينية. تتميز باد رادكرسبيرغ ب الربيع الحراري مع درجة حرارة تصل إلى 80 °م (176 °ف)، مع أطول مدة أشعة الشمس في النمسا ما جعله موقع جذاب للسياحة مع أكثر من 100,000 إقامة سنويا.
في سياق الإصلاح الإداري في ستيريا، اندمجت المدينة مع البلدية المجاورة رادكرسبيرغ أومجيبونغ يبلغ عدد سكانها مجتمعة 3,158 نسمة، اعتبارا من فاتح يناير 2015.

## السكان
أنظر تطورعدد السكان بالمدينة حسب السنوات بالجدول جانبه.

## السياسة

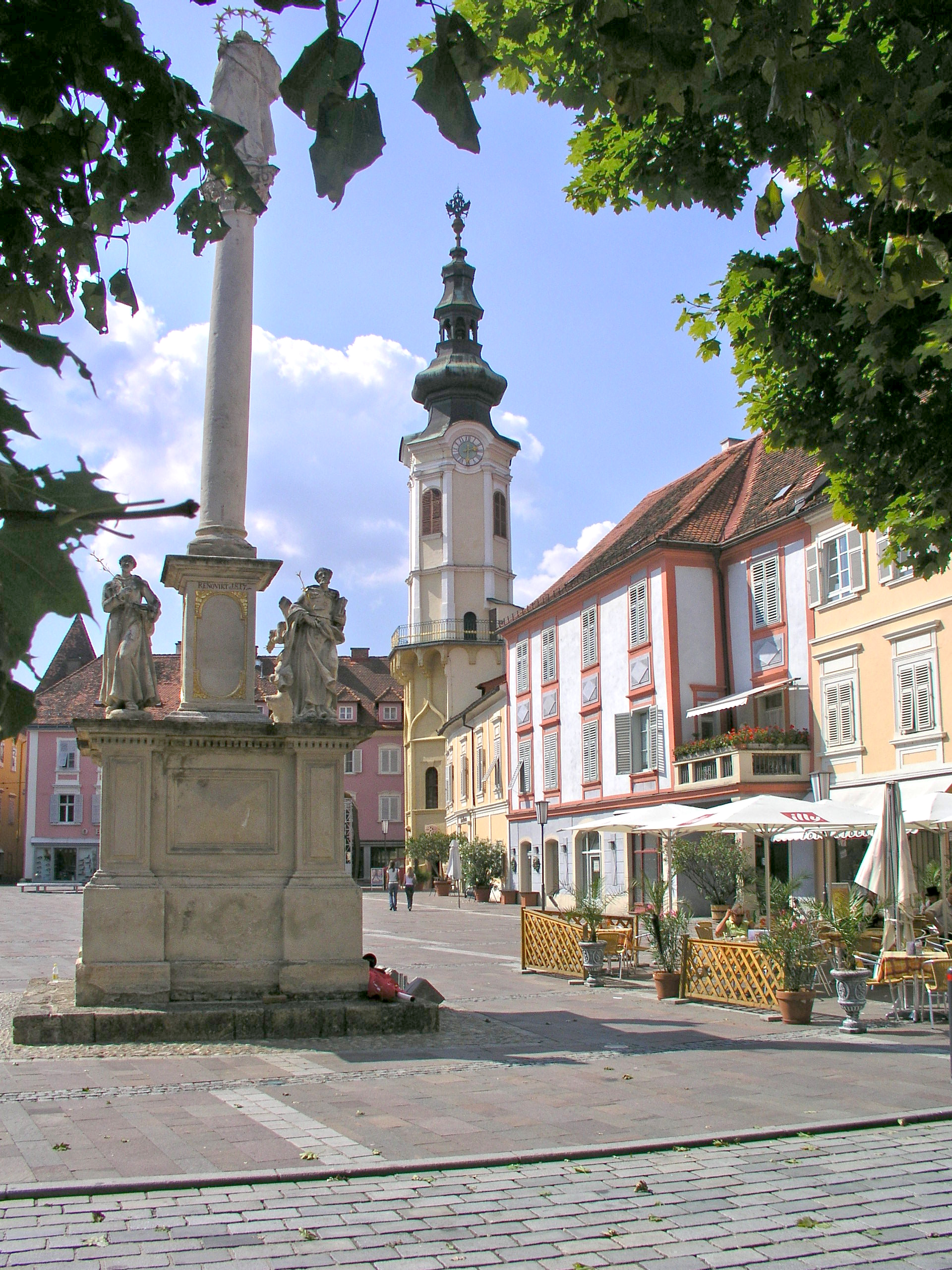
الساحة الرئيسية وقاعة المدينة

المقاعد في المجلس البلدي (جيميندرات) اعتبارا من عام 2010 (الانتخابات المحلية):
- حزب الشعب النمساوي: 8
- قائمة المواطنين: 4
- الحزب الاشتراكي الديمقراطي النمساوي: 2
- الخضر-البديل الأخضر: 1